# 地苏镇
地苏乡，是中华人民共和国广西壮族自治区河池市都安瑶族自治县下辖的一个乡镇级行政单位。

## 行政区划
地苏乡下辖以下地区：
新苏村、赞字村、九送村、大定村、丹阳村、万良村、百益村、拉棠村、上江村、右江村、南江村、青水村、镇安村、镇和村、镇兴村、兴利村、上节村和怀道村。